# Bocal de Fontellas

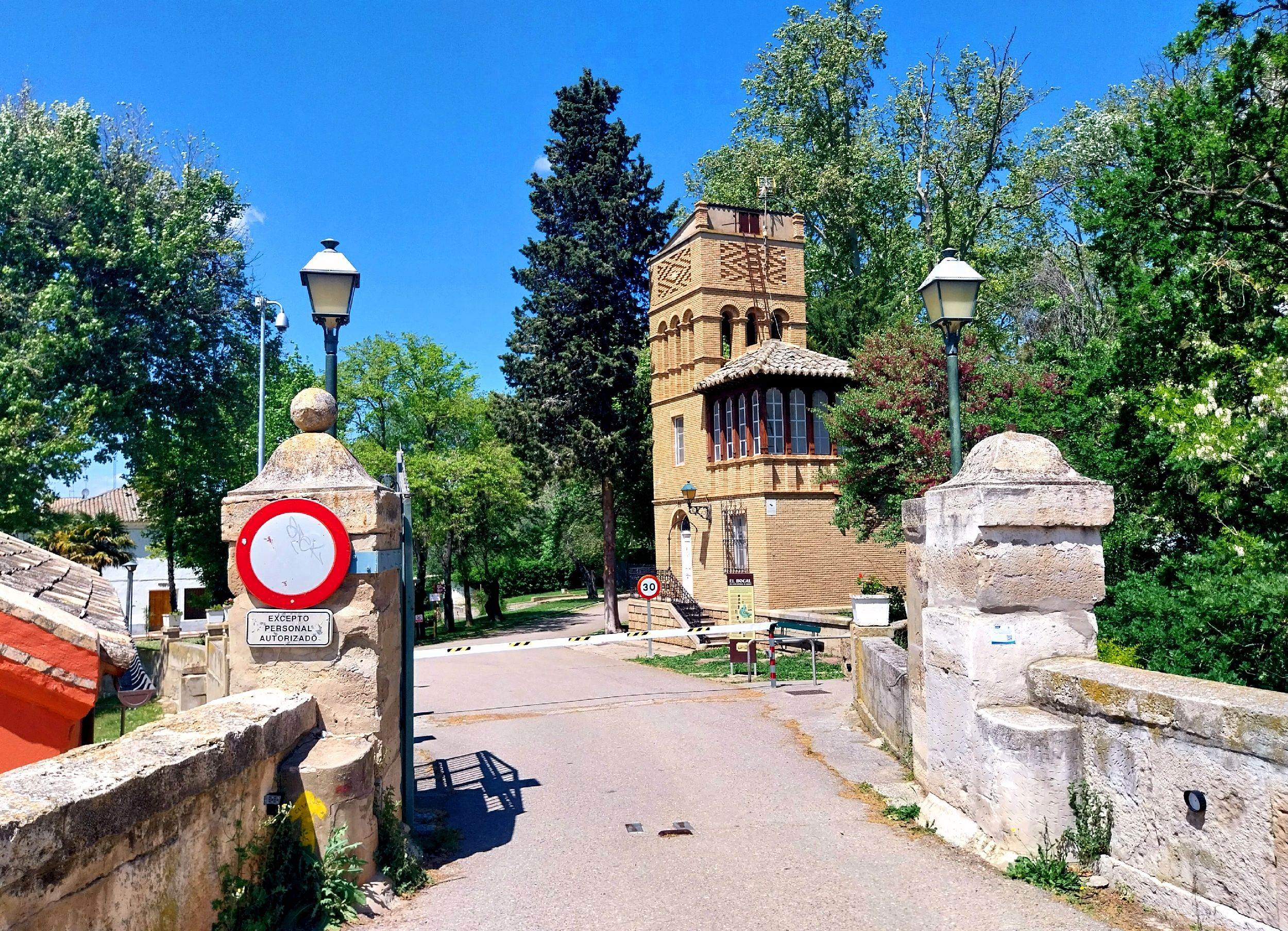
Entrada de El Bocal.

El Bocal de Fontellas es el nombre de la presa o azud que da comienzo del Canal Imperial de Aragón y que está situada en el municipio español de Fontellas (Navarra). Así mismo, El Bocal también es el nombre con el que se conoce al paraje y, en tiempos, lugar habitado surgido en torno a dicha presa y que forma parte del municipio de Fontellas.

## Situación e historia

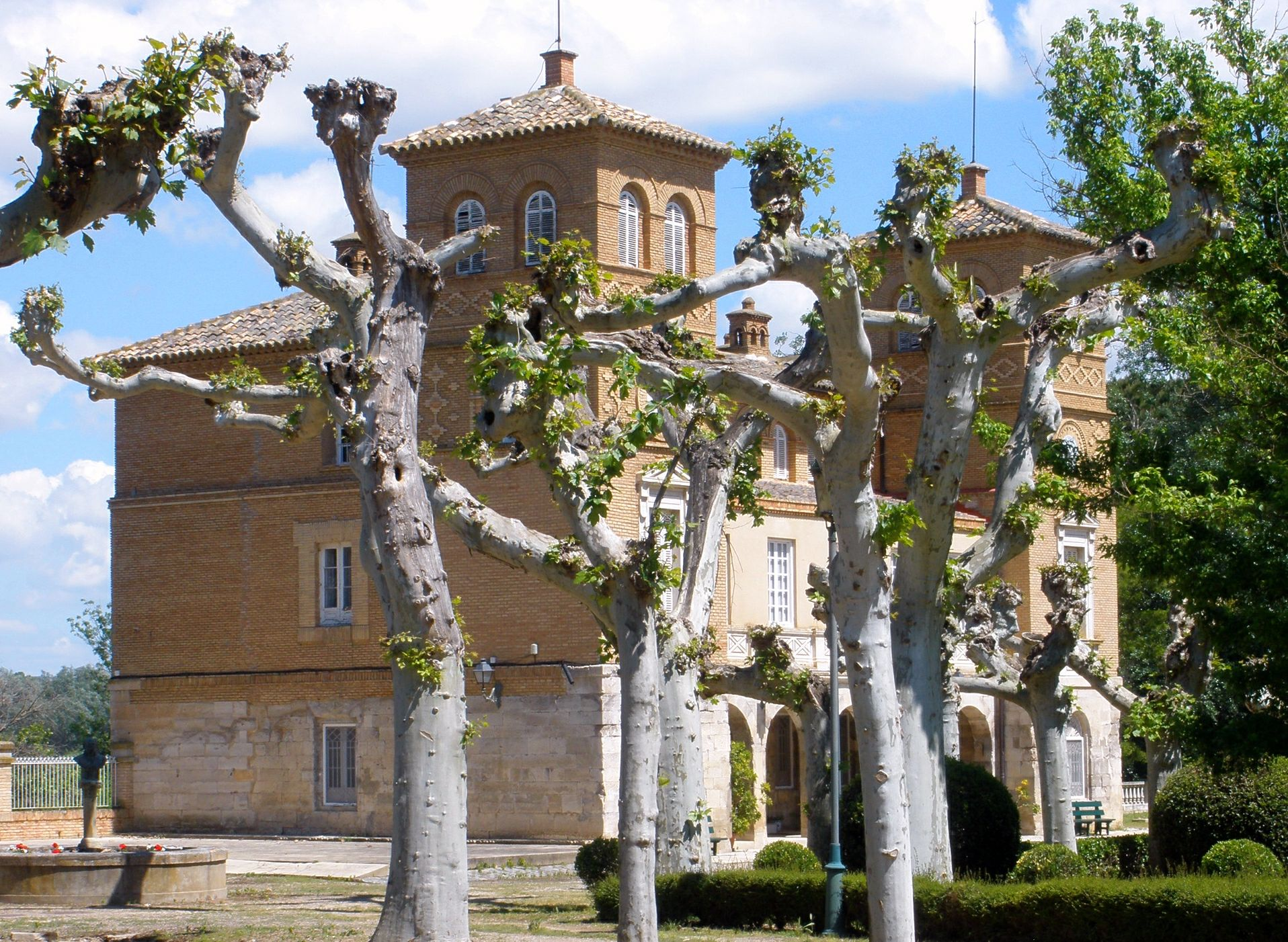
Palacio de Carlos V

En Navarra, al sureste de la villa de Fontellas y entre el río Ebro y el canal Imperial, se halla el poblado de El Bocal, formado en el último tercio del siglo XVIII. Se encuentra también el Palacio de Carlos V, siendo este edificio una vieja fábrica del siglo XVI, aunque muy transformada, en especial en su fachada principal, en el siglo XIX. Se concibe como un sólido bloque de ladrillo con un primer cuerpo de sillería y otros dos de ladrillo, cuya fachada principal presenta dos torreones y entre ellos una galería de arcadas inferior y otra de remate, en un plano posterior. Está rodeado por unos agradables jardines con estanques y estatuas. Una de éstas es un busto masculino de finales del siglo XIX, que aparece sobre un capitel de retorcida hojarasca, también de la época. 

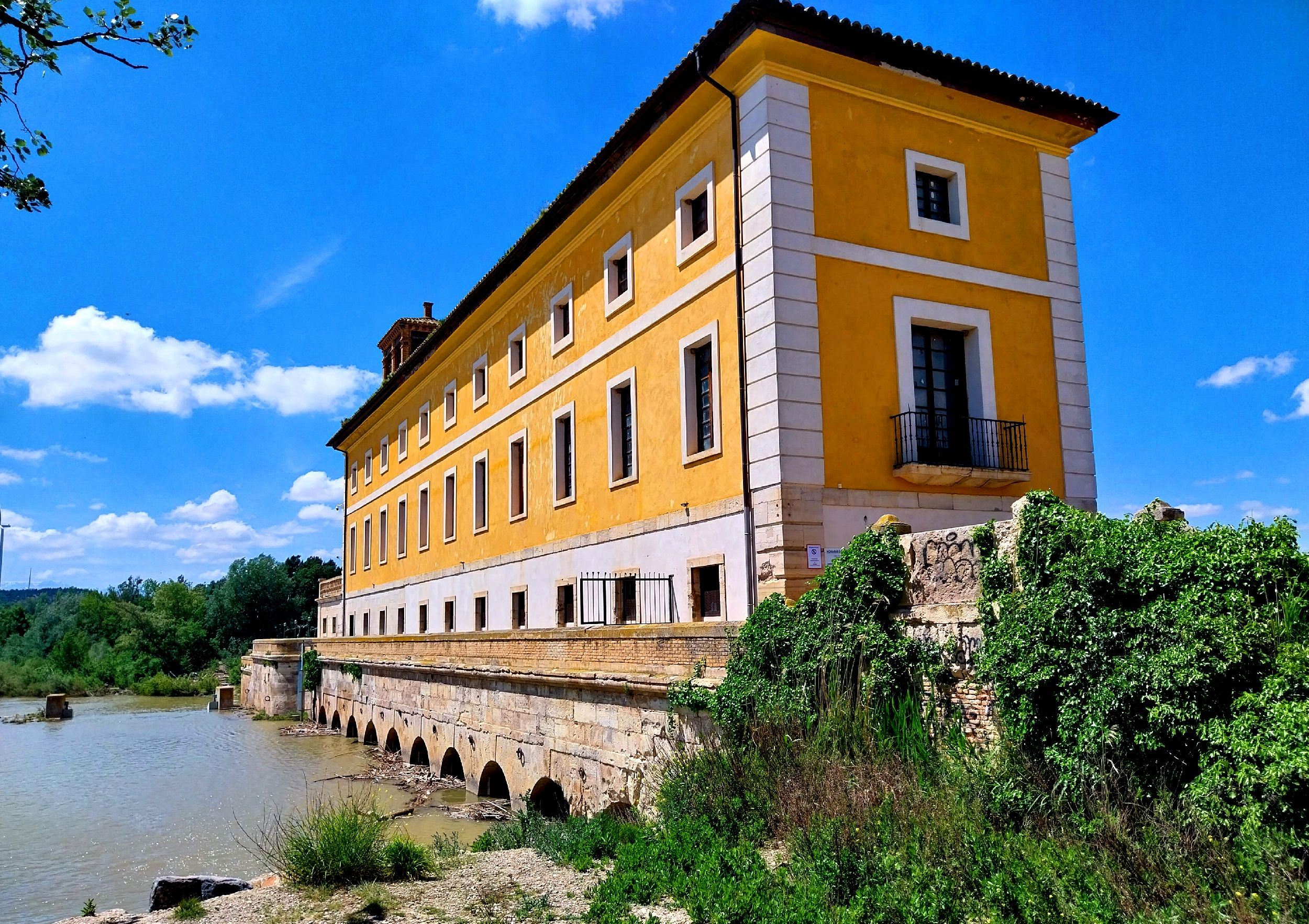
Casa de Compuertas.

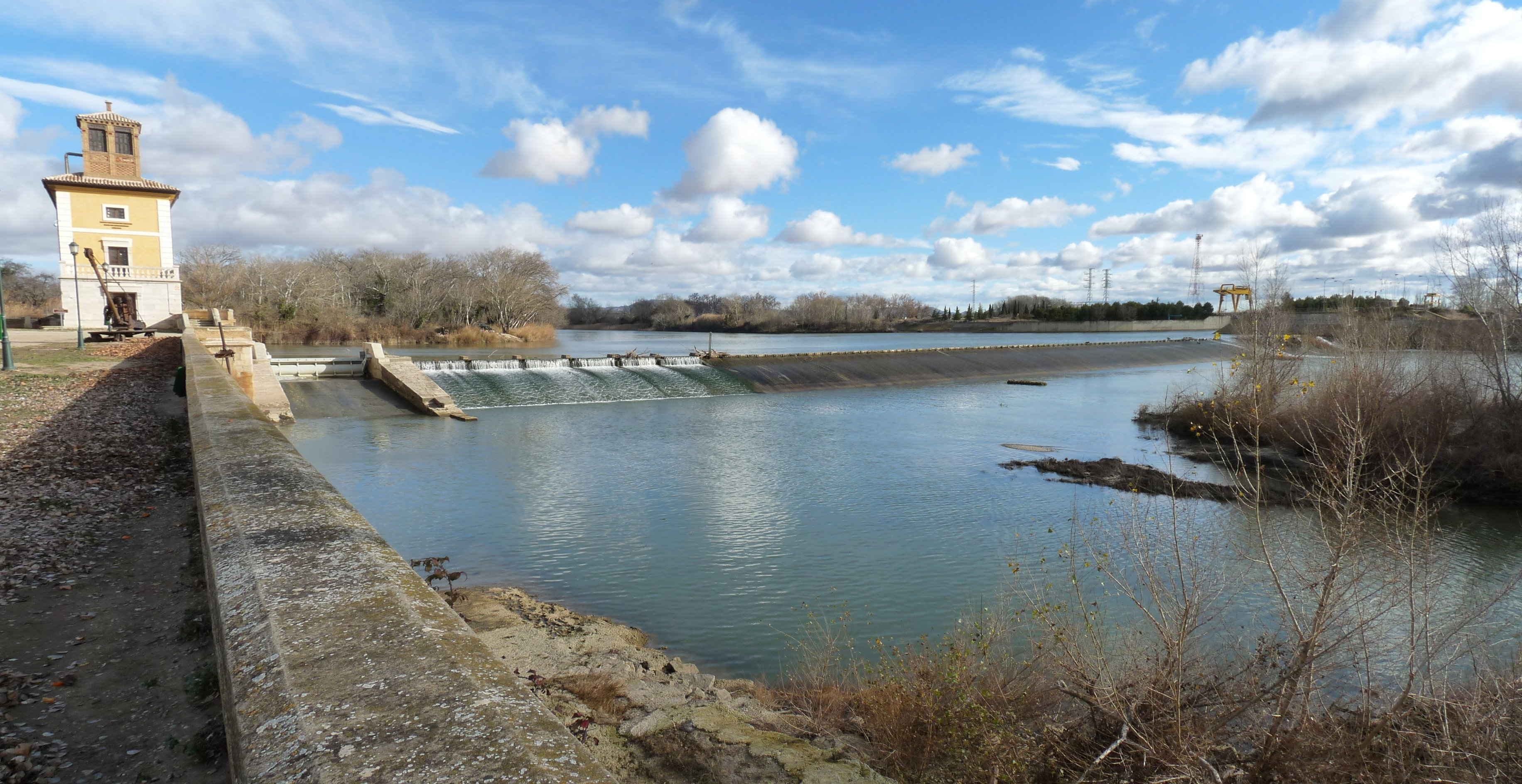
Presa de Pignatelli.

Junto al Palacio de Carlos V, se localiza una iglesia neoclásica de finales del siglo XVIII. Su fachada principal tiene un bloque central con una puerta neoclásica de piedra, adintelada y con un frontón triangular sobre ménsulas. Encuadran la fachada dos cuerpos laterales, de menos altura, con ventanas adinteladas de piedra. Al otro lado del camino que hay junto al Palacio y dando vista al canal Imperial, se encuentra el poblado del siglo XVIII, constituido por cuatro grandes bloques rectangulares, con dos pisos y tejados a dos aguas. Las fachadas principales de estos pabellones presentan una fuerte tendencia a la horizontalidad y se articulan rítmicamente con múltiples vanos adintelados y ventanas en el piso inferior y balcones y ventanas, alternativamente, en el superior. 
El poblado se une al palacio a través de una avenida, flanqueada por árboles. También se deben reseñar dos presas en el río Ebro. La más vieja, situada detrás del Palacio de Carlos V, es una obra de sillería del siglo XVI, realizada por Gil de Morlanes. La otra, ubicada aguas arriba, pertenece al siglo XVIII y se debe a la iniciativa del canónigo aragonés Ramón de Pignatelli.